# FIRST乐高联赛
FIRST乐高联赛 (FLL)是由FIRST组织举办的一项针对小学生和初中生（约9-16岁）的国际竞赛。
在每年9月都会公布一个新的关注现实世界科学问题的挑战主题，竞赛的每一个环节都会围绕着这个主题。 竞赛的机器人部分围绕着在乐高Mindstorms上设计和编程来完成任务。学生努力找出并提出多个问题的解决方案，接着参加区域锦标赛去分享他们的智慧、奇思妙想并展示他们的机器人。
FIRST乐高联赛是FIRST和乐高的一个合作项目，它也有一个适合6-9岁儿童参加的小型赛事FIRST少儿乐高联赛。
截至2022年5月，已有约110个国家的679000以上的青少年参加了超过3700次FLL的活动。

## 竞赛细则

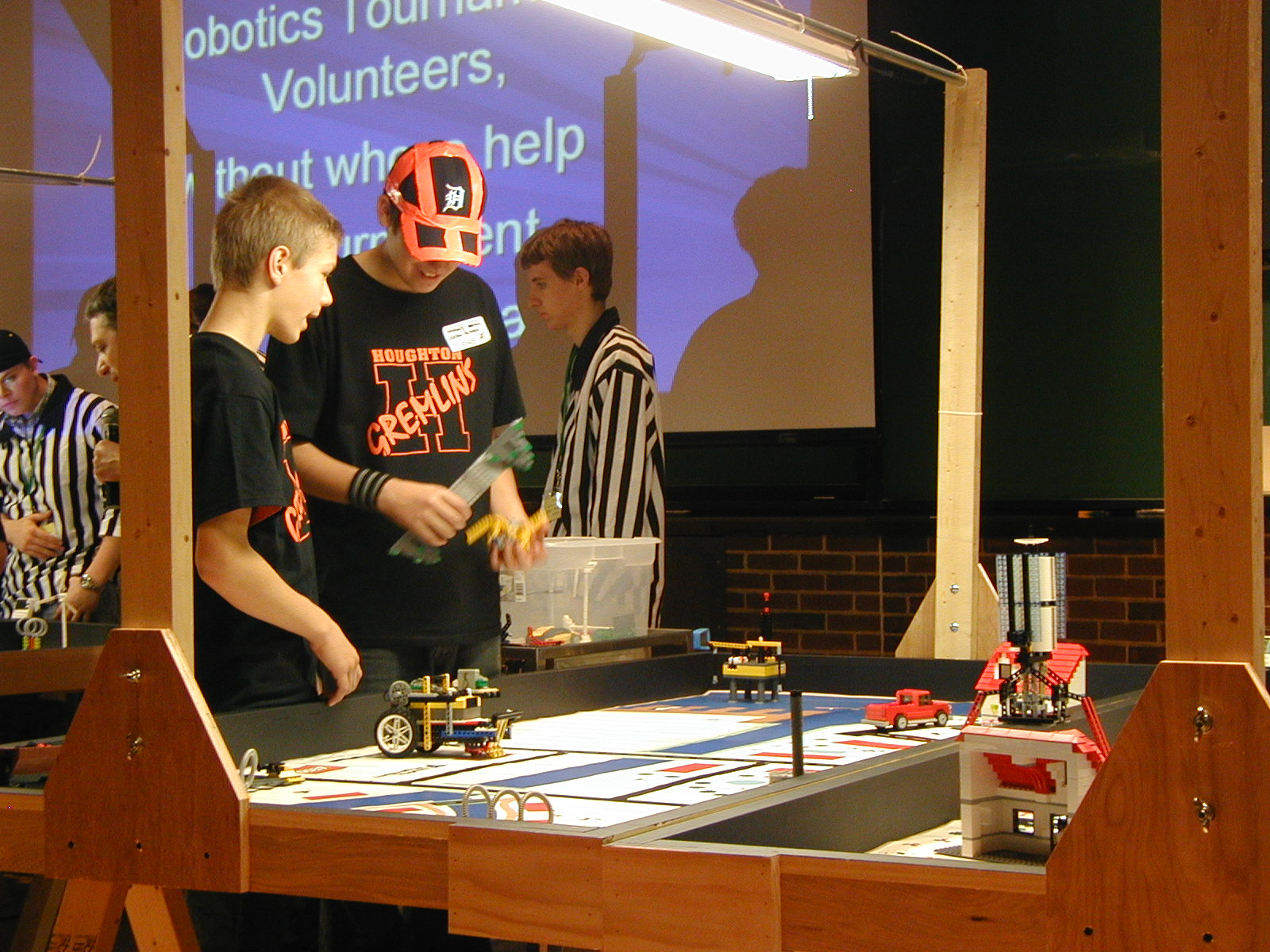
2007年力量迷宫（Power Puzzle)赛季的机器人

FLL竞赛有四个主要部分构成，分别是核心价值、机器人设计总结（技术）、研究项目、竞赛。
核心价值：团队会接受一个裁判组的面试或者在团队训练交流中分享。
机器人设计总结（技术）：团队必须证明他们搭建的机器人是适当地为给定任务而设计的（即有效的设计，运用的传感器等）。
研究项目：团队必须进行一个研究项目，并提交给裁判组一小份他们完成的新颖的问题解决方案的小报告。
竞赛：学生们必须用他们设计和搭建的机器人在比赛场地上完全自动的完成任务。
团队制造的的机器人需要完全自动的在规定的场地内完成赛季任务，时长为2.5分钟。在比赛时，场地内仅允许有两名成员，他们在需要的时候可以控制机器人的开关。当机器人遇到一些严重的故障时，例如机器人完全停止运转，整个团队都可以进入场地直到问题修复。

## 参赛设备
| RCX用户（已停用）      | RCX用户（已停用） | NXT用户                               | NXT用户 | EV3用户                               | EV3用户 |
| RCX控制器              | 1                 | NXT控制器                             | 1       | EV3控制器                             | 1       |
| 马达                   | 3                 | 马达                                  | 3       | 马达                                  | 4       |
| 触动传感器             | 2                 | 触动传感器                            | 不限    | 触动传感器                            | 不限    |
| 光电传感器             | 不限              | 光电传感器                            | 不限    | 光电传感器                            | 不限    |
| 角度传感器             | 不限              | 角度传感器 （含电机内部的角度传感器） | 不限    | 角度传感器 （含电机内部的角度传感器） | 不限    |
| 第三个触动或光电传感器 | 不限              | 超声波传感器                          | 不限    | 超声波传感器                          | 不限    |
|                        |                   | 颜色传感器                            | 不限    | 颜色传感器                            | 不限    |

## 注解
1. ↑  .   [20 Feb 2016]. （原始内容存档于2019-04-16）.
2. ↑  . FIRST.   [19 June 2011]. （原始内容存档于2011年5月18日）.
3. ↑  .   [2015-03-21]. （原始内容存档于2009-03-12）.
4. 1 2  . FIRST.   [19 June 2011]. （原始内容存档于2015-03-15）.
5. 1 2  .   [2008-02-08]. （原始内容存档于2008-01-11）.
6. ↑  . www.firstlegoleague.org.   [2022-05-14]. （原始内容存档于2022-08-03） （英语）.
7. ↑  . FIRST.   [2011-08-09]. （原始内容存档于2011-09-27）.